# آلفنز
آلفنز (به لاتین: Alfenz) یک رود و آب‌گذر در اتریش است که در ناحیه بلودنتس واقع شده‌است.